# القدس الكبرى
القدس الكبرى هي المنطقة التي تغطي ما يقرب من 161 كيلومتر مربع، والتي تحيط بمدينة القدس القديمة، ويبلغ عدد سكانها حوالي 1,253,900. توسعت القدس تحت القانون الإسرائيلي بعد ضمها في أعقاب حرب 1967.
تنقسم القدس الكبرى إلى ثلاث مناطق هي: الحلقة الخارجية، المدينة الجديدة والمركز التاريخي (أو الحلقة الداخلية). تستخدم الحلقات بشكل أساسي كأداة إدارية لدمج خدمات النقل العام والإسكان والمرافق العامة في إطار بنية مشتركة. تشمل القدس الكبرى مدينة القدس بأكملها (كل من الأجزاء الغربية والشرقية) وضواحيها.

## حلقات منطقة القدس الكبرى
| الحلقة            | الهيئات المحلية | عدد السكان (تعداد 2016) | عدد السكان (تعداد 2016) | عدد السكان (تعداد 2016) | عدد السكان (تعداد 2016) | الكثافة السكانية (لكل كيلومتر مربع) | معدل النمو السكاني السنوي |
| الحلقة            | الهيئات المحلية | المجموع                 | يهود وآخرين             | منها: يهود              | عرب                     | الكثافة السكانية (لكل كيلومتر مربع) | معدل النمو السكاني السنوي |
| ----------------- | --------------- | ----------------------- | ----------------------- | ----------------------- | ----------------------- | ----------------------------------- | ------------------------- |
| الداخلية2         | 1               | 882,700                 | 550,100                 | 536,600                 | 332,600                 | 7,051.4                             | 2%                        |
| الخارجية3         | 85              | 371,200                 | 359,000                 | 353,200                 | 12,200                  | 559.7                               | 3.7%                      |
| القدس الغربية     | 56              | 193,200                 | 181,200                 | 177,300                 | 12,000                  | 559.7                               | 4.4%                      |
| جزء الضفة الغربية | 8               | 178,100                 | 177,800                 | 175,900                 | 300                     | -                                   | 2.9%                      |
| المعدل            | 86              | 1,253,900               | 909,100                 | 889,800                 | 344,800                 | 2287.4                              | 2.5%                      |

ملاحظات
- 1 سكان «يهود وآخرين». تشمل اليهود والمسيحيين غير العرب وأولئك الذين لا يصنفون حسب الدين.
- 2 تشمل مدينة القدس.
- 3 تشمل مستوطنات بيت شيمش، معاليه أدوميم ، مفاسريت صهيون، بالإضافة إلى العديد من المستوطنات الصغيرة (المجالس المحلية).